# 上富良野町
上富良野町（日语：／ Kamifurano chō */?）是位於日本北海道上川綜合振興局南部的町。西部為平原及夕張山地的山岳，人口集中在富良野線沿線；東部則是以十勝岳為中心的山區，十勝岳溫泉和吹上溫泉便位於此處。由於地處富良野和美瑛地區，夏季薰衣草花盛開時常吸引許多遊客前來。上富良野町内設有日本陸上自衛隊的上富良野基地，因此有大量居民從事公務相關的職業。由於位於富良野川的上游，因此命名為上富良野。
「富良野」源自阿伊努語的「hura-nu-i」（發臭的地方）或「hura-nuy」（發臭的火焰）。

## 地理
境內的十勝岳是座活火山，在過去約數十年便會有一次噴發紀錄，常造成人員傷亡。除了十勝岳之外，富良野山的登山口也位於上富良野町內，因此也有以這些山為目標的登山者。

## 產業
當地以農業和十勝岳周邊的觀光業為主，種植小麥、豆類、稻米、甜菜、馬鈴薯等多種作物，也是北海道唯一的啤酒花產地。畜牧業方面則盛行養豬。

## 人口
| 上富良野町人口分布圖 |                                                   |  |
| 上富良野町與日本全國年齡別人口分布比較圖 （2005年資料） | 上富良野町的年齡、男女別人口分布圖 （2005年資料） |  |
| ■紫色是上富良野町 ■綠色是全国 | ■藍色是男性 ■紅色是女性                           |  |
| 上富良野町人口變化 \| 1970年 \| 15,791人 \| \| \| 1975年 \| 14,870人 \| \| \| 1980年 \| 14,441人 \| \| \| 1985年 \| 14,127人 \| \| \| 1990年 \| 13,265人 \| \| \| 1995年 \| 12,881人 \| \| \| 2000年 \| 12,809人 \| \| \| 2005年 \| 12,352人 \| \| \| 2010年 \| 11,543人 \| \| \| 2015年 \| 10,826人 \| \| \| 2020年 \| 10,348人 \| \| |                                                   |  |
| 資料來源：日本總務省統計中心提供之人口普查數據 |                                                   |  |
| 1970年 | 15,791人                                          |  |
| 1975年 | 14,870人                                          |  |
| 1980年 | 14,441人                                          |  |
| 1985年 | 14,127人                                          |  |
| 1990年 | 13,265人                                          |  |
| 1995年 | 12,881人                                          |  |
| 2000年 | 12,809人                                          |  |
| 2005年 | 12,352人                                          |  |
| 2010年 | 11,543人                                          |  |
| 2015年 | 10,826人                                          |  |
| 2020年 | 10,348人                                          |  |

## 歷史
- 1897年7月1日：來自三重縣的集體移民共8人進入本地進行開墾，並設置富良野村，隸屬歌志內村外一村戶長役場（現在的歌志內市）管轄。[8][9]
- 1899年6月：富良野村（包含現在的上富良野町、中富良野町、富良野市和南富良野町）獨立設置富良野村戶長役場，並由原本的空知支廳改隸屬上川支廳管轄。
- 1903年7月8日：富良野村分割為上富良野村和下富良野村（現在的富良野市）兩村。
- 1906年4月1日：成為北海道二級村。
- 1917年4月1日：中富良野村從上富良野村分村。
- 1919年4月1日：成為北海道一級村。
- 1926年5月24日：十勝岳爆發，造成144人死亡或失蹤。
- 1951年8月1日：改制為上富良野町。
- 1962年6月29日：十勝岳爆發，造成4人死亡、1人失蹤、12人受傷。

## 交通

### 機場
- 旭川機場（位於東神樂町）

### 鐵路
- 北海道旅客鐵道
  - 富良野線：上富良野車站

### 道路
| 國道 - 國道237號 主要道道 - 北海道道70號蘆別美瑛線 | 道道 - 北海道道291號吹上上富良野線 - 北海道道298號上富良野旭中富良野線 - 北海道道299號上富良野停車場線 - 北海道道353號美澤上富良野線 - 北海道道581號留邊蘂上富良野線 - 北海道道759號奈江富良野線 - 北海道道851號上富良野中富良野線 - 北海道道966號十勝岳溫泉美瑛線 |

## 觀光景點

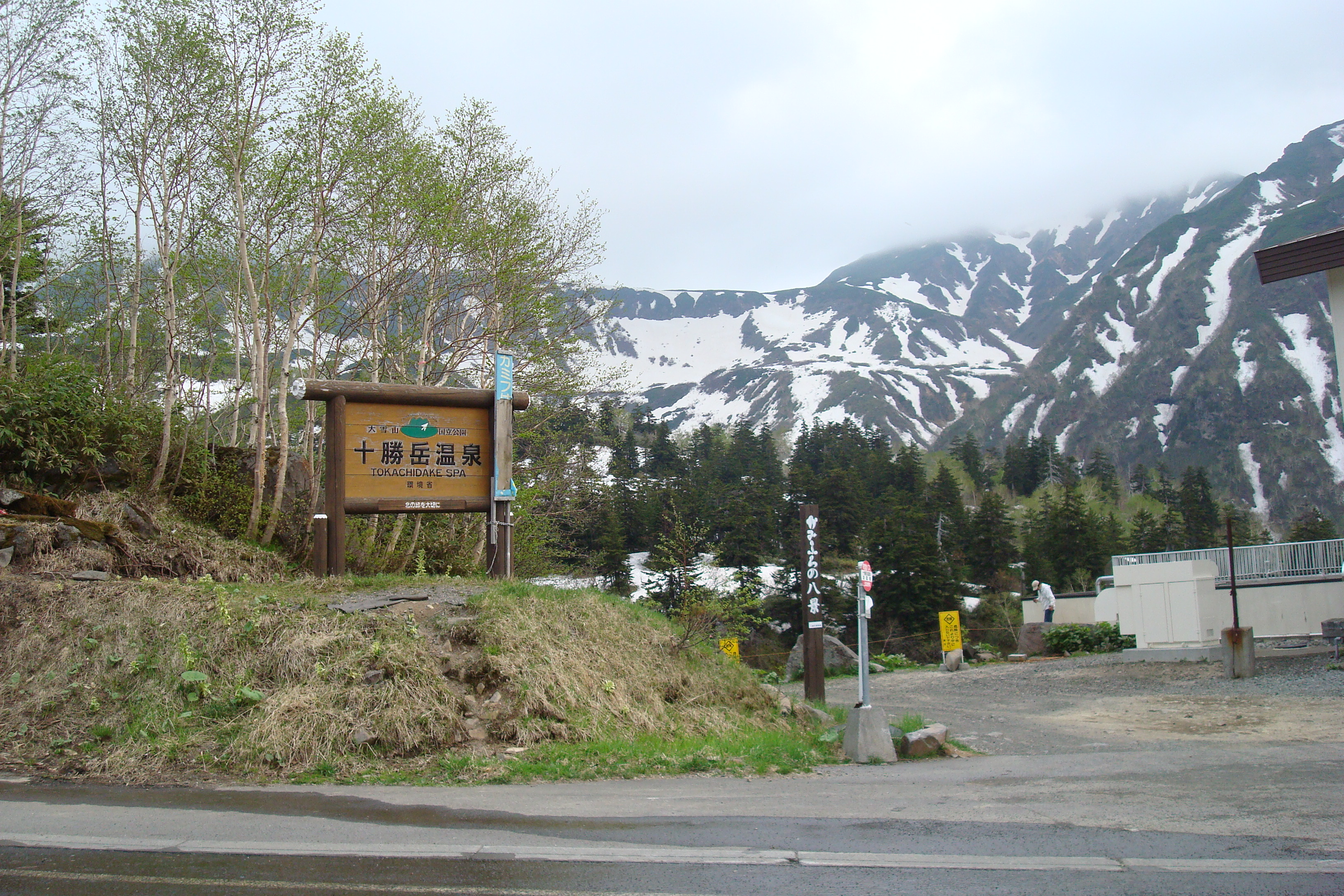
十勝岳温泉

### 景點
- 十勝岳溫泉
- 吹上溫泉
- 日之出山公園薰衣草園
- 深山峠
- 詭計藝術美術館
- 千望峠
- 土之博物館「土之館」（北海道遺產）

### 祭典
- 上富良野薰衣草祭
- 十勝岳火祭
- 北之大文字
- 上富良野雪祭

## 教育
高等學校
- 北海道上富良野高等學校（日语：北海道上富良野高等学校）

中學校
- 上富良野町立上富良野中學校

小學校
- 上富良野町立上富良野小學校
- 上富良野町立上富良野西小學校

## 姊妹市・友好都市

### 日本
- 松伏町（埼玉縣）
- 津市（三重縣）

### 海外
- 卡姆罗斯（加拿大 亞伯達省）：於2001年2月16日締結友好都市。

## 本地出身的名人
- 高橋直子：北海道放送播音員

## 外部連結
- （中文）上富良野町觀光網頁
- （中文）富良野美瑛廣域觀光指南 （页面存档备份，存于）
- （日語）十勝岳觀光協會
- （日語）大雪山－富良野道路（页面存档备份，存于）
- （日語）大雪山國立公園連絡協議會（页面存档备份，存于）
- （日語）上富良野町商工會青年部